# Reggenza di Tolikara
La reggenza di Tolikara (in indonesiano: Kabupaten Tolikara) è una reggenza dell'Indonesia, situata nella provincia di Papua Pegunungan.